# 賈輔義
賈輔義（1946年—），中華民國陸軍中將，生于遼北省開原縣慶雲堡鎮譚相台村，成長於臺中清水，畢業於陸軍官校正39期，於2006年7月代理陸軍官校校長，是陸官迁台後唯一有過的代理校長，也是1990年10月漢疆演習擬登釣魚台之突擊隊旅長（空降獨立六二旅），曾任欣桃公司董事長、陸軍十軍團司令、陸軍空降司令、陸軍八軍團參謀長。
軍職期間歷任各項司令要職，於2006年9月30日卸下陸軍副總司令軍職後，轉任退輔會所屬之欣桃天然氣公司董事長，於2010年10月退休。

## 代理校長
中華民國國防部於2006年8月1日實施精進案，裁減各官校校長降編為少將，適遇陸軍軍官學校第25任校長王根林提前於2006年7月1日退休，在第26任首任少將編階校長陳良沛未到之前，代理陸軍官校校長職務，時間僅一個月。

## 紀錄趣談
賈輔義服務軍旅30餘年期間，有過4項紀錄趣談。
1. 為陸軍官校來台後唯一有過的代理校長。
2. 在代理陸官校長前，也曾於2005年3月25日以副總司令，代理陸軍金防部司令查台傳之因病去職，以高階低兼兩次重要軍職，擔任救火隊角色[2]。
3. 在台海戰役後，台灣最為臨戰的是在1990年漢疆演習擬登釣魚台宣示主權，而時任突擊隊官兵之部隊長，即是陸軍空降特戰獨立第62旅上校旅長賈輔義[3]，他在1991年1月1日升任少將。
4. 他同時是陸軍空降特戰司令部改編前1998年1月1日擔任末代司令，與1999年10月1日改制後的陸軍航空降特戰司令部首任司令[4]。

## 返鄉省親
賈輔義離開家鄉60載，於2008年帶着家人返鄉省親。想到當年襁褓中的嬰孩年已花甲，他從故鄉帶了瓶水與一把泥土回了台北。在2012年4月28日，他再率領着台灣經濟與教育界人士一起到鐵嶺参觀考察，他說台灣是家，根兒在鐵嶺，而他也被鄉報譽為「開原將軍」。